# Frank Frost
Frank Frost (fl. XX secolo) è stato un calciatore statunitense, di ruolo portiere.
Nel 1904 fece parte della squadra del St. Rose Parish che conquistò la medaglia di bronzo nel torneo di calcio dei Giochi della III Olimpiade.